# Benedetto Bonfigli

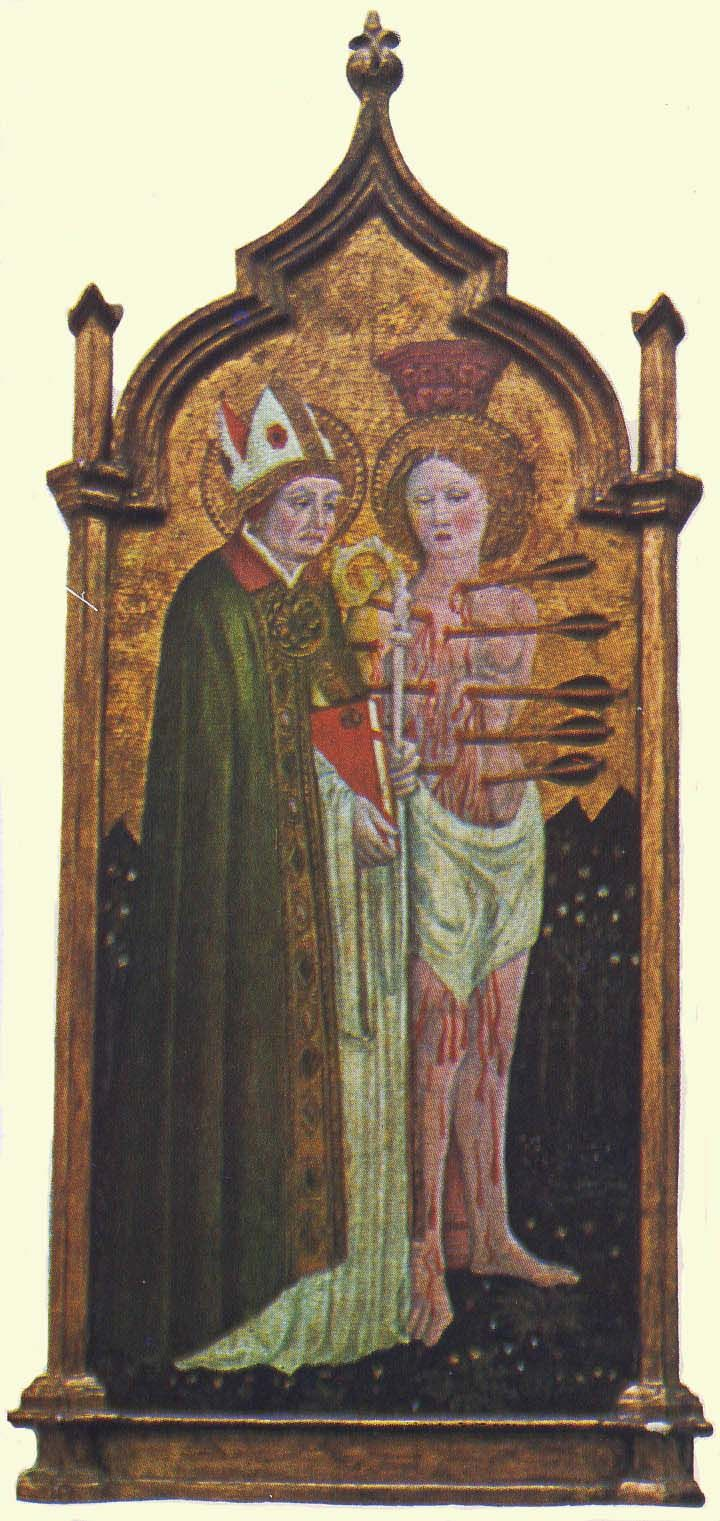
Benedetto Bonfigli - Saint Fabian and Saint Sebastian

Benedetto Bonfigli (1420 – 1496) foi um pintor italiano do Quattrocento, nascido em Perugia e que trabalhou na Úmbria. Foi professor do pintor Pietro Perugino. 
Sua obra mais importante é uma série de afrescos da vida de São Luis de Toulouse, no Palazzo Comunale (prefeitura) de Perugia. Outros trabalhos seus podem ser vistos na Igreja de São Domenico e no Palazzo del Consiglio. Morreu em Perugia em 1496. 